# Diplomatengepäck

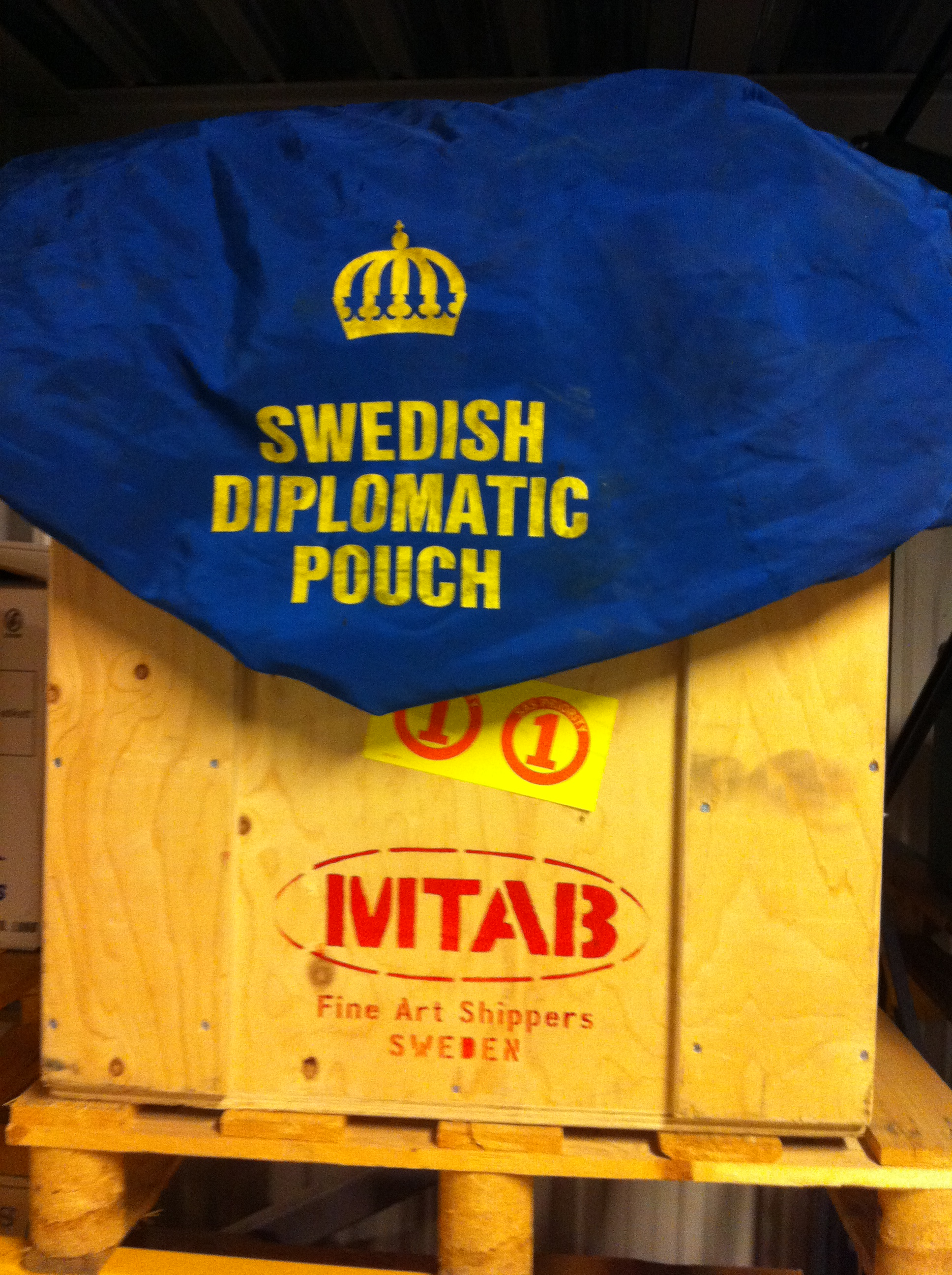
Schwedisches Diplomatengepäck in Form einer als solches gekennzeichneten Holzkiste (2011)

Als Diplomatengepäck oder Diplomatenpost wird eine speziell gekennzeichnete Sendung eines Außenministeriums an eine Auslandsvertretung (oder umgekehrt) bezeichnet, die von den staatlichen Stellen des Gastlandes nicht geöffnet, untersucht oder zurückgehalten werden darf. Nach den Bestimmungen des Wiener Übereinkommens über diplomatische Beziehungen von 1964 darf sie nur diplomatische Schriftstücke oder für den amtlichen Gebrauch bestimmte Gegenstände enthalten. Die Anzahl der Packstücke einer Sendung sowie deren Größe und Gewicht sind nicht beschränkt. Diese Umstände begünstigen den Missbrauch des Diplomatengepäcks.

## Beschreibung und Bestimmungen

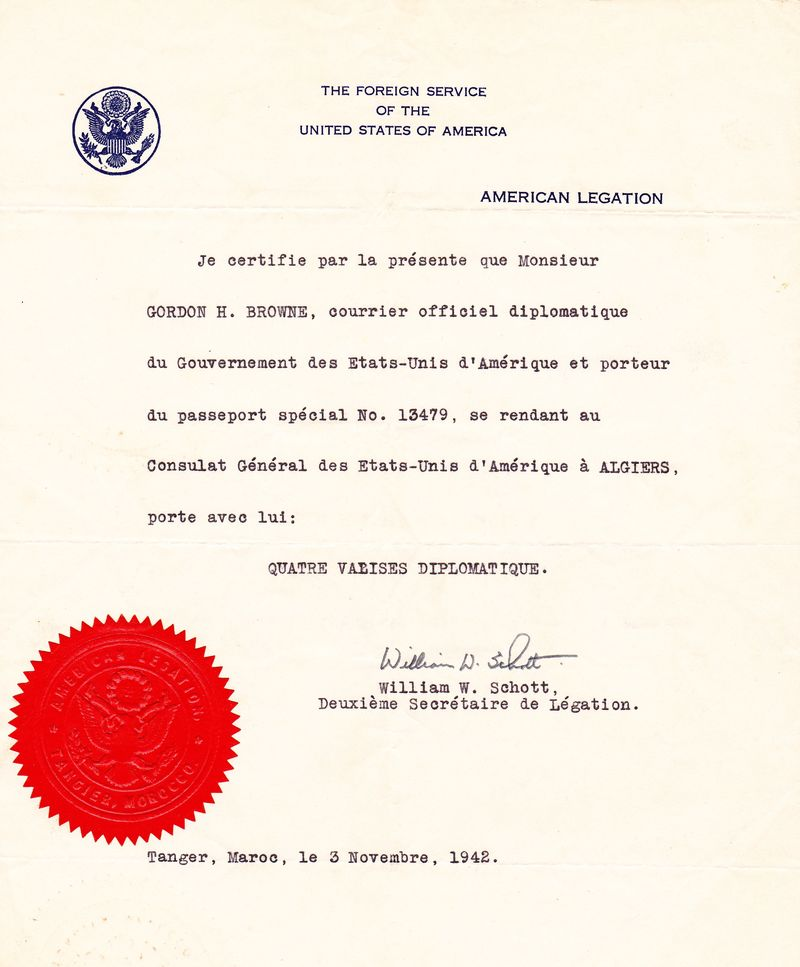
Bestätigungsschreiben für einen diplomatischen Kurier des US-Außenministeriums (1942)

Das US-Militär befördert Diplomatengepäck (hier zur US-Botschaft nach Beirut), wenn es auf den Landwegen zu Unruhen kommt (2008)

Das „Wiener Übereinkommen über diplomatische Beziehungen“ von 1961, das 1964 Gültigkeit erlangte, enthält Regelungen zum Diplomatengepäck. 
Das Diplomatengepäck ist für gewöhnlich ein aus einer dauerhaften Textilie gefertigter, versiegelbarer Beutel, oft aus Segeltuch, und wird daher im Englischen diplomatic bag (Tasche) oder diplomatic pouch (Beutel) genannt. Auch Kisten und andere größere Gebinde können zum Diplomatengepäck deklariert werden. In allen Fällen ist eine Kennzeichnung erforderlich.
Der diplomatische Kurier, der auch ad hoc ernannt werden kann, muss ein Bestätigungsschreiben als Dokument bei sich führen, das über seine Stellung und die Art der Sendung Auskunft gibt. Dieser Kurier darf weder auf- noch festgehalten werden. Ein Kapitän eines kommerziell betriebenen Flugzeugs oder Schiffes muss ebenfalls ein solches Dokument bei sich tragen, falls ihm behelfsweise Diplomatengepäck anvertraut wird, doch er gilt nicht als diplomatischer Kurier, da er diese Aufgabe nicht hauptsächlich wahrnimmt.
Eine Durchleuchtung mittels Röntgenstrahlung gilt als eine Untersuchung des Inhalts. Allerdings bestehen einige Staaten darauf zu kontrollieren, ob diese Sendungen nur erlaubte Gegenstände umfassen.
Im Gegensatz zum Diplomatengepäck kann konsularischer Verkehr aufgehalten und an den Ursprungsort zurückgeschickt werden, wenn das Ursprungsland einer Kontrolle nicht zustimmt.

## Vorfälle mit Diplomatengepäck
- Im August 2012 übergab die französische Regierung 46 Jahre nach dem Flugzeugabsturz einer indischen Passagiermaschine am Mont-Blanc-Massiv der indischen Botschaft in Paris einen Jutesack Diplomatengepäck, den zwei Bergsteiger zufällig in einer Gletscherspalte gefunden und der Polizei gemeldet hatten.[3]
- Im Februar 2012 fand die italienische Polizei 40 Kilogramm Rauschgift versteckt in Theaterrequisiten, die über die Galapagosinseln als ecuadorianische Diplomatenpost über einen Drittstaat nach Italien gelangten. Der Außenminister Ricardo Patiño hatte zuvor auf Anfrage Italiens die Kontrolle der acht Pakete genehmigt und verwies darauf, dass die Sendung von Spürhunden kontrolliert worden sei, die Drogen also in dem nicht näher genannten Drittland in die Sendung gelangt seien müssten.[4]
- Südamerikanische Rauschgiftschmuggler nutzten im Januar 2012 gefälschte Diplomatengepäck-Beutel eines nicht näher bezeichneten Staates an die UNO in New York zur Einfuhr von Drogen. Weil das Hoheitszeichen des Entsendestaates nicht dem echten entsprach, flog die Sendung bei der Einfuhr in die USA auf und wurde beschlagnahmt.[4]
- In einem Postsack der US-Botschaft in Wien, der am 23. Oktober 2001 von der Poststelle des US-Außenministeriums in Washington, D.C. nach Wien gesandt worden war, wurden im Dezember 2001 bei einer Routineuntersuchung Sporen des Milzbranderregers Anthrax entdeckt. Eine Gefahr für die Allgemeinheit soll nicht bestanden haben, da die US-Diplomatenpost nicht gemeinsam mit den normalen Poststücken transportiert würde; der Sack war am Flughafen Wien von einem Boten der US-Vertretung in Empfang genommen und direkt in die Botschaft gebracht worden.[5]
- Am 12. Juli 1984 verbot die Schweiz die Einreise eines sowjetischen Lastwagens an der deutschen Grenze bei Basel. Er war mit neun Tonnen Ladung vollumfänglich zum Diplomatengepäck deklariert worden. Der Lastwagen war vom westdeutschen Zoll bei der Einreise in die Bundesrepublik Deutschland nicht beanstandet worden. Die Schweiz setzte diplomatischem Gepäck eine willkürliche Obergrenze von 450 Pfund (204 kg). Die UdSSR erlaubte den westdeutschen Behörden darum eine Inspektion des Inhalts: 207 Kisten enthielten jeweils korrekt verpackte diplomatische Segeltuch-Beutel.[6][1]
- Umaru Dikko, damaliger nigerianischer Verkehrsminister, wurde am 5. Juli 1984 im Londoner Exil entführt, betäubt und in eine Holzkiste verpackt. Anschließend sollte er mit einem bereitgestellten Frachtflugzeug nach Nigeria geflogen werden. Auf dem Flughafen London Stansted Airport vereitelte die alarmierte Polizei die Entführung, weil die zwei Kisten – jene mit Dikko und eine zweite mit den beiden Entführern darin – nicht versiegelt waren und die Transportverantwortlichen sich nicht als diplomatische Kuriere ausweisen konnten.[6][1]
- Der Spion Mordechai Luk, der für Ägypten und vermutlich für Israel und Deutschland arbeitete, sollte 1964 als Diplomatengepäck in einem Koffer entführt werden, der von der Polizei in Rom geöffnet wurde.[7][8] Ägypten benutzte mehrfach „Koffer“, um Menschen zu entführen.[9]
- Im Jahr 1938 ließ der Franziskaner Herman Leo Van Breda den Nachlass von Edmund Husserl als belgisches Diplomatengepäck deklarieren. So konnte dieser von Deutschland nach Belgien gebracht werden,[10] ohne dass die nationalsozialistischen Behörden etwas dagegen unternehmen konnten.
- Nach dem Tod Howard Carters 1939 gab es den Plan, seine privaten Andenken aus dem Grab Tutanchamuns per Diplomatenpost an das Ägyptische Museum in Kairo zu schicken, damit sie im Zweiten Weltkrieg nicht ausländischen Mächten in die Hände fielen, aber das britische Außenministerium lehnte den Vorschlag ab.

## Film
- Im Film Projekt: Peacemaker (1997) wird eine Kernwaffe als Diplomatengepäck versandt.
- Im Film From Paris with Love (2010) wird eine Tasche mit Dosen eines Energydrinks als Diplomatengepäck befördert, um eingeführt werden zu können.